# Qualifications du tournoi féminin de hockey sur gazon aux Jeux asiatiques de 2022
Navigation
2018 2026
Les Qualifications du tournoi féminin de hockey sur gazon aux Jeux asiatiques de 2022 sera le tournoi de qualification pour le tournoi féminin aux Jeux asiatiques de 2022. Il se tiendra du 6 au 14 juin 2022 à Jakarta, en Indonésie et les six meilleures équipes se qualifieront pour les Jeux asiatiques de 2022.

## Équipes
- Indonésie
- Singapour
- Kazakhstan
- Hong Kong
- Sri Lanka
- Cambodge
- Ouzbékistan

## Classement
| Rang | Équipe      | J | V | N | D | BP | BC | Diff | Pts | Qualification           |
| ---- | ----------- | - | - | - | - | -- | -- | ---- | --- | ----------------------- |
| 1    | Hong Kong   | 6 | 5 | 0 | 1 | 22 | 1  | +21  | 15  | Jeux asiatiques de 2022 |
| 2    | Kazakhstan  | 6 | 5 | 0 | 1 | 23 | 6  | +17  | 15  | Jeux asiatiques de 2022 |
| 3    | Singapour   | 6 | 4 | 1 | 1 | 19 | 2  | +17  | 13  | Jeux asiatiques de 2022 |
| 4    | Ouzbékistan | 6 | 3 | 0 | 3 | 14 | 11 | +3   | 9   | Jeux asiatiques de 2022 |
| 5    | Indonésie   | 6 | 2 | 1 | 3 | 10 | 7  | +3   | 7   | Jeux asiatiques de 2022 |
| 6    | Sri Lanka   | 6 | 1 | 0 | 5 | 10 | 30 | -20  | 3   | Jeux asiatiques de 2022 |
| 7    | Cambodge    | 6 | 0 | 0 | 6 | 0  | 41 | -41  | 0   |                         |

Source: FIH
En cas d'égalité de points de plusieurs équipes à l'issue des matchs de poule, les critères suivants sont appliqués dans l'ordre indiqué pour établir leur classement:
1. Points de chaque équipe,
2. Matchs gagnés,
3. Différence de buts,
4. Buts pour,
5. Plus grand nombre de points obtenus dans les matchs de poule disputés entre les équipes concernées,
6. Buts marqués en plein jeu.

## Rencontres
| Match 4           | (42) Hong Kong                                                             | 5 - 0   | Cambodge (63) |                                        |                                        |
| 6 juin 2022 16h00 | Cheung 10e · Yick Cheuk Tung 12e · Chuen Sze Sze 25e · Law Ka Mun 43e, 45e | (3 - 0) |               | Arbitrage : Tita Sari Nurhafizah Azman | Arbitrage : Tita Sari Nurhafizah Azman |
| 6 juin 2022 16h00 | Rapport                                                                    |         |               | Arbitrage : Tita Sari Nurhafizah Azman | Arbitrage : Tita Sari Nurhafizah Azman |

| Match 3           | (68) Indonésie | 0 - 1   | Kazakhstan (39) |                                                     |                                                     |
| 6 juin 2022 18h00 |                | (0 - 1) | 7e Lobanova     | Arbitrage : Minami Inamoto Ornpimol Kittiteerasopon | Arbitrage : Minami Inamoto Ornpimol Kittiteerasopon |
| 6 juin 2022 18h00 | Rapport        |         |                 | Arbitrage : Minami Inamoto Ornpimol Kittiteerasopon | Arbitrage : Minami Inamoto Ornpimol Kittiteerasopon |

| Match 1           | (56) Sri Lanka                                                  | 5 - 0   | Cambodge (69) |                                    |                                    |
| 7 juin 2022 14h00 | Prarthana 31e · Vimukthini 43e, 47e · Sandali 48e · Shanika 60e | (0 - 0) |               | Arbitrage : Alizah Puteri Moka Mok | Arbitrage : Alizah Puteri Moka Mok |
| 7 juin 2022 14h00 | Rapport                                                         |         |               | Arbitrage : Alizah Puteri Moka Mok | Arbitrage : Alizah Puteri Moka Mok |

| Match 2           | (40) Hong Kong                        | 4 - 0   | Ouzbékistan (64) |                                                   |                                                   |
| 7 juin 2022 16h00 | Cheung 6e, 36e, 57e · Lau Pui Sze 47e | (1 - 0) |                  | Arbitrage : Ornpimol Kittiteerasopon Rahimah Aziz | Arbitrage : Ornpimol Kittiteerasopon Rahimah Aziz |
| 7 juin 2022 16h00 | Rapport                               |         |                  | Arbitrage : Ornpimol Kittiteerasopon Rahimah Aziz | Arbitrage : Ornpimol Kittiteerasopon Rahimah Aziz |

| Match 5           | (72) Indonésie | 0 - 0   | Singapour (39) |                                              |                                              |
| 7 juin 2022 18h00 |                | (0 - 0) |                | Arbitrage : Nurhafizah Azman Assel Mukasheva | Arbitrage : Nurhafizah Azman Assel Mukasheva |
| 7 juin 2022 18h00 | Rapport        |         |                | Arbitrage : Nurhafizah Azman Assel Mukasheva | Arbitrage : Nurhafizah Azman Assel Mukasheva |

| Match 6           | (38) Kazakhstan                  | 2 - 0   | Ouzbékistan (69) |                                   |                                   |
| 8 juin 2022 16h00 | Bolganbayeva 55e · Bissirova 56e | (0 - 0) |                  | Arbitrage : Moka Mok Rahimah Aziz | Arbitrage : Moka Mok Rahimah Aziz |
| 8 juin 2022 16h00 | Rapport                          |         |                  | Arbitrage : Moka Mok Rahimah Aziz | Arbitrage : Moka Mok Rahimah Aziz |

| Match 7           | (40) Singapour                                                      | 6 - 0   | Sri Lanka (47) |                                      |                                      |
| 8 juin 2022 18h00 | Jolene 6e · Francis 8e, 19e · Tan 35e · Chua Xinni 44e · Johana 48e | (3 - 0) |                | Arbitrage : Tita Sari Minami Inamoto | Arbitrage : Tita Sari Minami Inamoto |
| 8 juin 2022 18h00 | Rapport                                                             |         |                | Arbitrage : Tita Sari Minami Inamoto | Arbitrage : Tita Sari Minami Inamoto |

| Match 8           | (35) Kazakhstan | 9 - 0   | Cambodge (71) |                                            |                                            |
| 9 juin 2022 14h00 | Makhanova 2e · Lyapina 4e, 18e · Bolganbayeva 15e · Berdenova 21e · Izbassarova 36e, 55e · Lobanova 38e · Utigenova 52e | (5 - 0) |               | Arbitrage : Rahimah Aziz Tamila Amridinova | Arbitrage : Rahimah Aziz Tamila Amridinova |
| 9 juin 2022 14h00 | Rapport |         |               | Arbitrage : Rahimah Aziz Tamila Amridinova | Arbitrage : Rahimah Aziz Tamila Amridinova |

| Match 9           | (39) Hong Kong                                                  | 6 - 0   | Sri Lanka (56) |                                             |                                             |
| 9 juin 2022 16h00 | Lau Pui Sze 3e, 20e · Cheung 6e, 32e, 48e · Wong Ching Lung 13e | (4 - 0) |                | Arbitrage : Minami Inamoto Nurhafizah Azman | Arbitrage : Minami Inamoto Nurhafizah Azman |
| 9 juin 2022 16h00 | Rapport                                                         |         |                | Arbitrage : Minami Inamoto Nurhafizah Azman | Arbitrage : Minami Inamoto Nurhafizah Azman |

| Match 10          | (70) Indonésie | 1 - 2   | Ouzbékistan (72)      |                                                      |                                                      |
| 9 juin 2022 18h00 | Anisa 59e      | (0 - 0) | 33e, 37e Kakhramonova | Arbitrage : Ornpimol Kittiteerasopon Assel Mukasheva | Arbitrage : Ornpimol Kittiteerasopon Assel Mukasheva |
| 9 juin 2022 18h00 | Rapport        |         |                       | Arbitrage : Ornpimol Kittiteerasopon Assel Mukasheva | Arbitrage : Ornpimol Kittiteerasopon Assel Mukasheva |

| Match 13           | (39) Singapour                                                                | 10 - 0  | Cambodge (73) |                                        |                                        |
| 10 juin 2022 16h00 | Sim 12e, 40e, 45e · Johana 14e, 36e, 44e · Jolene 18e, 48e · Ho Puay 20e, 37e | (4 - 0) |               | Arbitrage : Moka Mok Tamila Amridinova | Arbitrage : Moka Mok Tamila Amridinova |
| 10 juin 2022 16h00 | Rapport                                                                       |         |               | Arbitrage : Moka Mok Tamila Amridinova | Arbitrage : Moka Mok Tamila Amridinova |

| Match 12           | (34) Kazakhstan | 0 - 4   | Hong Kong (36)                                            |                                                       |                                                       |
| 10 juin 2022 18h00 |                 | (0 - 1) | 19e, 32e Law Ka Mun · 44e Chuen Sze Sze · 54e Chan Yi Man | Arbitrage : Nurhafizah Azman Ornpimol Kittiteerasopon | Arbitrage : Nurhafizah Azman Ornpimol Kittiteerasopon |
| 10 juin 2022 18h00 | Rapport         |         |                                                           | Arbitrage : Nurhafizah Azman Ornpimol Kittiteerasopon | Arbitrage : Nurhafizah Azman Ornpimol Kittiteerasopon |

| Match 11           | (36) Singapour        | 2 - 0   | Ouzbékistan (68) |                                          |                                          |
| 11 juin 2022 16h00 | Ho Puay 31e · Sim 47e | (0 - 0) |                  | Arbitrage : Alizah Puteri Minami Inamoto | Arbitrage : Alizah Puteri Minami Inamoto |
| 11 juin 2022 16h00 | Rapport               |         |                  | Arbitrage : Alizah Puteri Minami Inamoto | Arbitrage : Alizah Puteri Minami Inamoto |

| Match 14           | (71) Indonésie                                   | 5 - 1   | Sri Lanka (64) |                                   |                                   |
| 11 juin 2022 18h00 | Nur 6e, 7e · Annur 22e · Yuanita 26e · Rahma 51e | (4 - 0) | 45e Samadara   | Arbitrage : Moka Mok Rahimah Aziz | Arbitrage : Moka Mok Rahimah Aziz |
| 11 juin 2022 18h00 | Rapport                                          |         |                | Arbitrage : Moka Mok Rahimah Aziz | Arbitrage : Moka Mok Rahimah Aziz |

| Match 15           | (37) Kazakhstan                                                                                            | 9 - 2   | Sri Lanka (70)                |                                                     |                                                     |
| 12 juin 2022 16h00 | Sabazova 10e, 26e · Beisenbay 17e, 37e · Lobanova 18e · Izbassarova 23e, 58e · Makhanova 45e · Lyapina 47e | (5 - 1) | 6e Nipuni · 43e Kirushanthini | Arbitrage : Minami Inamoto Ornpimol Kittiteerasopon | Arbitrage : Minami Inamoto Ornpimol Kittiteerasopon |
| 12 juin 2022 16h00 | Rapport |         |                               | Arbitrage : Minami Inamoto Ornpimol Kittiteerasopon | Arbitrage : Minami Inamoto Ornpimol Kittiteerasopon |

| Match 16           | (69) Indonésie | 0 - 3   | Hong Kong (34)                                    |                                              |                                              |
| 12 juin 2022 18h00 |                | (0 - 0) | 31e Mountain · 47e Lau Pui Sze · 60e Lee Ming Wai | Arbitrage : Nurhafizah Azman Assel Mukasheva | Arbitrage : Nurhafizah Azman Assel Mukasheva |
| 12 juin 2022 18h00 | Rapport        |         |                                                   | Arbitrage : Nurhafizah Azman Assel Mukasheva | Arbitrage : Nurhafizah Azman Assel Mukasheva |

| Match 17           | (69) Ouzbékistan                                               | 8 - 0   | Cambodge (74) |                                |                                |
| 13 juin 2022 16h00 | Kakhramonova 4e, 37e, 49e · Khasanboeva 6e, 19e, 25e, 30e, 33e | (5 - 0) |               | Arbitrage : Tita Sari Moka Mok | Arbitrage : Tita Sari Moka Mok |
| 13 juin 2022 16h00 | Rapport                                                        |         |               | Arbitrage : Tita Sari Moka Mok | Arbitrage : Tita Sari Moka Mok |

| Match 18           | (33) Hong Kong | 0 - 1   | Singapour (35) |                                                        |                                                        |
| 13 juin 2022 18h00 |                | (0 - 0) | 49e Sim        | Arbitrage : Ornpimol Kittiteerasopon Tamila Amridinova | Arbitrage : Ornpimol Kittiteerasopon Tamila Amridinova |
| 13 juin 2022 18h00 | Rapport        |         |                | Arbitrage : Ornpimol Kittiteerasopon Tamila Amridinova | Arbitrage : Ornpimol Kittiteerasopon Tamila Amridinova |

| Match 19           | (67) Ouzbékistan                                        | 4 - 2   | Sri Lanka (71)                  |                                    |                                    |
| 14 juin 2022 14h00 | Kakhramonova 5e · K. Adizova 11e, 27e · Khasanboeva 15e | (4 - 1) | 23e Shanika · 54e Kirushanthini | Arbitrage : Alizah Puteri Moka Mok | Arbitrage : Alizah Puteri Moka Mok |
| 14 juin 2022 14h00 | Rapport                                                 |         |                                 | Arbitrage : Alizah Puteri Moka Mok | Arbitrage : Alizah Puteri Moka Mok |

| Match 20           | (33) Singapour | 0 - 2   | Kazakhstan (36)                  |                                                       |                                                       |
| 14 juin 2022 16h00 |                | (0 - 2) | 15e Domashneva · 20e Izbassarova | Arbitrage : Nurhafizah Azman Ornpimol Kittiteerasopon | Arbitrage : Nurhafizah Azman Ornpimol Kittiteerasopon |
| 14 juin 2022 16h00 | Rapport        |         |                                  | Arbitrage : Nurhafizah Azman Ornpimol Kittiteerasopon | Arbitrage : Nurhafizah Azman Ornpimol Kittiteerasopon |

| Match 21           | (70) Indonésie                                    | 4 - 0   | Cambodge (74) |                                         |                                         |
| 14 juin 2022 18h00 | Nur 19e · Melinda 39e · Paulina 54e · Yuanita 56e | (1 - 0) |               | Arbitrage : Minami Inamoto Rahimah Aziz | Arbitrage : Minami Inamoto Rahimah Aziz |
| 14 juin 2022 18h00 | Rapport                                           |         |               | Arbitrage : Minami Inamoto Rahimah Aziz | Arbitrage : Minami Inamoto Rahimah Aziz |